# جو أورتن
جو أورتن (بالإنجليزية: Joe Orton)‏ (1933، ليستر في المملكة المتحدة - 9 أغسطس 1967 في المملكة المتحدة)؛ كاتِب ومؤلِّف، كاتب سيناريو، كاتب مسرحي وروائي بريطاني.

## روابط خارجية
- جو أورتن على موقع IMDb (الإنجليزية)
- جو أورتن على موقع الموسوعة البريطانية (الإنجليزية)
- جو أورتن على موقع مونزينجر (الألمانية)
- جو أورتن على موقع قاعدة بيانات برودواي على الإنترنت (الإنجليزية)
- جو أورتن على موقع إن إن دي بي (الإنجليزية)
- جو أورتن على موقع ديسكوغز (الإنجليزية)
- جو أورتن على موقع قاعدة بيانات الفيلم (الإنجليزية)